# Lake Village (Indiana)
Lake Village és una concentració de població designada pel cens dels Estats Units a l'estat d'Indiana. Segons el cens del 2000 tenia 855 habitants.

## Demografia
Segons el cens del 2000, Lake Village tenia 855 habitants, 292 habitatges, i 221 famílies. La densitat de població era de 82,9 habitants/km².
Dels 292 habitatges en un 38,7% hi vivien nens de menys de 18 anys, en un 59,2% hi vivien parelles casades, en un 12% dones solteres, i en un 24% no eren unitats familiars. En el 17,5% dels habitatges hi vivien persones soles el 8,9% de les quals corresponia a persones de 65 anys o més que vivien soles. El nombre mitjà de persones vivint en cada habitatge era de 2,93 i el nombre mitjà de persones que vivien en cada família era de 3,33.
Per edats la població es repartia de la següent manera: un 29,9% tenia menys de 18 anys, un 9,4% entre 18 i 24, un 30,5% entre 25 i 44, un 20,6% de 45 a 60 i un 9,6% 65 anys o més.
L'edat mediana era de 34 anys. Per cada 100 dones de 18 o més anys hi havia 96,4 homes.
La renda mediana per habitatge era de 39.474 $ i la renda mediana per família de 50.179 $. Els homes tenien una renda mediana de 50.161 $ mentre que les dones 21.688 $. La renda per capita de la població era de 17.280 $. Entorn del 2,6% de les famílies i el 5,2% de la població estaven per davall del llindar de pobresa.

## Poblacions més properes
El següent diagrama mostra les poblacions més properes.